# Enkoder absolutny

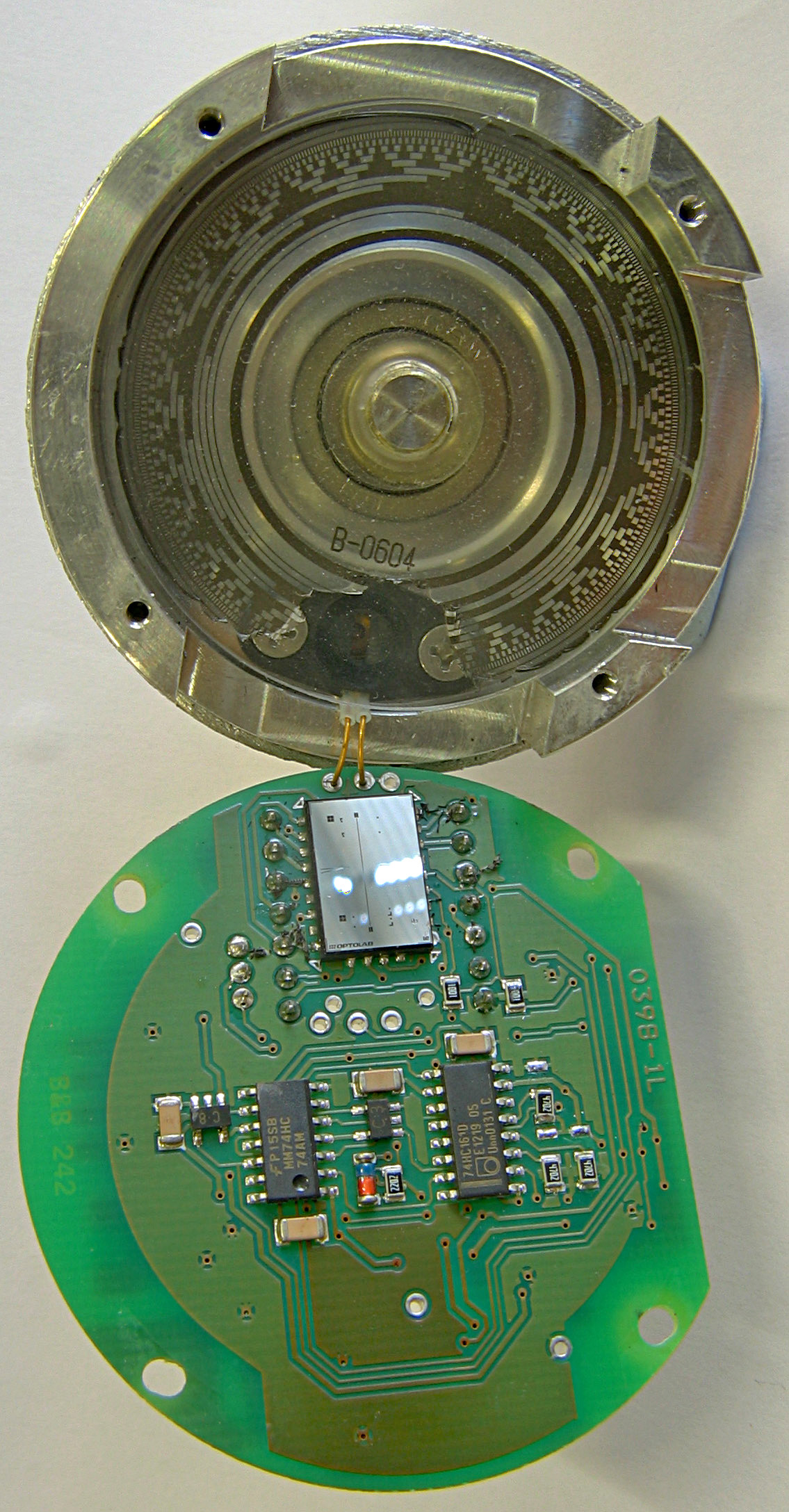
Wnętrze 13-bitowego enkodera absolutnego z kodem Graya

Enkoder absolutny – cyfrowy przetwornik kąta obrotu podający kąt obrotu w stosunku do jednorazowo ustalonego położenia i zachowujący wskazanie nawet jeżeli nastąpi obrót przetwornika przy braku zasilania. Rozdzielczość przetworników absolutnych  zazwyczaj nie przekracza 12 bitów (4096 imp./obr.) przy średnicy ok. 60 mm i jest o 3-4 bity niższa niż przetworników inkrementalnych o zbliżonych wymiarach.
W zależności od konstrukcji można wyróżnić:
- przetworniki jednoobrotowe z tarczą kodową
- przetworniki wielobrotowe z przekładnią zębatą i tarczami kodowymi
- przetworniki inkrementalne z podtrzymaniem bateryjnym
- przetworniki inkrementalne z wbudowana prądnicą i pamięcią nieulotną

W przetwornikach kodowych może być stosowany cykliczny kod Graya, który charakteryzuje się tym, że dwa kolejne słowa kodowe różnią się tylko stanem jednego bitu, co zapobiega grubym błędom odczytu. Stosowanie kodu binarnego lub dwójkowo-dziesiętnego, w którym mogą się jednocześnie zmieniać nawet wszystkie bity, wymaga stosowania dla każdego (poza najmłodszym) bitem dwóch układów odczytowych przełączanych w zależności od stanu bitu najmłodszego.